# Yoshida Sachio
Sachio Yoshida (sinh ngày 6 tháng 4 năm 1980) là một cầu thủ bóng đá người Nhật Bản.

## Sự nghiệp câu lạc bộ
Sachio Yoshida đã từng chơi cho Sanfrecce Hiroshima và Ehime FC.